# Hydropsyche subalpina
Hydropsyche subalpina là một loài Trichoptera trong họ Hydropsychidae. Chúng phân bố ở miền Cổ bắc.